# 잉카넓적코박쥐
잉카넓적코박쥐(Platyrrhinus incarum)는 주걱박쥐과(신세계잎코박쥐과)에 속하는 남아메리카 박쥐의 일종이다. 볼리비아와 브라질의 여러 주, 콜롬비아, 에콰도르, 프랑스령 기아나, 기아나, 페루에서 발견된다. 2010년 헬러넓적코박쥐로부터 분리되었다.